# Thomas Kromer
Pour les articles homonymes, voir Kromer.
Thomas Kromer (également connu sous le nom Tom Kromer), est un écrivain américain né en 1906 et décédé en 1969.

## Biographie
Tom Kromer est connu pour son seul roman : "Waiting for Nothing" (Je n’attends rien), publié en français sous le titre "Les vagabonds de la faim", une description de sa vie de vagabond durant la grande crise des années 1930. Dédié « à Jolene, qui a fermé le gaz », l’œuvre est une description très réaliste de sa vie de sans domicile fixe durant la Grande Dépression. Des phrases directes, déclaratives, écrites en argot des durs de l’époque (« J’admire ce ‘stiff’(clochard). Il a du cran. Il n’aime pas se séparer de son fric ») sont typiques de Kromer, tout comme les descriptions dépouillées de scènes lugubres (« Lorsque je regarde ces clodos près du feu, je vois un cimetière. Il y a peu de place pour se mouvoir entre les tombes. . . . Les épitaphes sont ciselées en ombres sur leurs joues »). Les décors comprennent des missions de secours, des asiles de nuit, des immeubles abandonnés et le passage latéral d’un beau restaurant. Dans un chapitre palpitant, le narrateur en vient lentement à réaliser que le wagon noir de jais dans lequel il voyage contient un autre voyageur qui doucement, lentement, le scrute.
Waiting for Nothing fut publié pour la première fois par Alfred A. Knopf en 1935, réimprimé par Hill and Wang en 1968, et, dans la dernière édition de Arthur D. Casciato et James L.W. West III, puis réimprimé sous le titre Waiting for Nothing and Other Writings par la University of Georgia Press en 1986.